# 冠島
冠島（かんむりじま）は、京都府舞鶴市の若狭湾内に存在する島である。現在は無人島であるが、古代には宗教的な儀式が行われていた痕跡がある。

## 地理

雪舟の『天橋立図』に描かれた天橋立と冠島と沓島。

舞鶴市成生岬の北北西方、約10キロメートル沖の日本海にある無人島であり、別名を、大島、雄島、常世島（とこよじま）、竜宮島ともいう。
島自体は安山岩を主に火山性の岩石で構成されている。周囲のほとんどが切り立った崖になっており、タブノキなどの常緑広葉樹の原生林で覆われている。
なお、舞鶴市の大浦半島や五老岳の他にも丹後半島に位置する宮津市の奈具海岸や京丹後市の経ヶ岬などからも、その島影を眺めることができる。1971年（昭和46年）に京都府が企画し京都在住の日本画家12名に府内の名勝を描かせた「京の百景」にも選出され、西内利夫によって描かれ1973年（昭和48年）京都市内で開催された展覧会に出品された。
伝承によれば、大昔に発生した大地震により「凡海郷（おおしあまのさと）」と呼ばれる国が海中に没し、現在の冠島は「凡海郷」に存在した山の山頂の痕跡であるとされており、島周囲の海底の一部には弥生時代に創られたといわれる遺跡のようなものの人工的痕跡があるが、その詳細ははっきりしない。
冠島自体も信仰の対象となっており、毎年「雄島参り」と称して、地元住民のお参りが行われている。籠神社の奥宮ともされ同神社の神域でもあり、雪舟の天橋立の絵画にも描かれた他、天橋立が見渡せる傘松公園にも冠島と轡島の遥拝所が設けられている。

### データ
- 総面積：0.22 km2[1]
- 周囲：約4 km
- 標高：169.7 m[1]

### 所在地
- 緯度経度：北緯35度40分40秒  東経135度25分40秒
- 郵便番号：625-0155
- 住所：京都府舞鶴市野原

## 自然環境
植生としてはタブノキが中心的である。
1924年（大正13年）に西日本最大のオオミズナギドリの繁殖地として、島全体が国の天然記念物に指定されている。また沓島とともに京都府指定冠島沓島鳥獣保護区（集団繁殖地）に指定されている（面積は両島合わせて471 ha、うち特別保護地区44 ha）。この島は「オオミズナギドリ最後の楽園」と言われている。このため、無断上陸が禁止されているが、年に数回、調査のための立ち入りが許可されることがある。
沓島と共に広大な若狭湾における数少ない沖合に位置する島の一つであり、冠島の周囲にはハマチやカマスなどの多数の魚類やエチゼンクラゲなどが豊富に生息している他にも、近年は主に初夏にかけてイルカも群れを成して回遊するようになった。